# استایکل
استایکل (به آلمانی: Staizel) شهرکی در لتونی با جمعیت ۱٬۱۹۲ نفر است که در limbaži district واقع شده‌است.